# Mattias von Hartmannsdorf
Mattias von Hartmannsdorf (* 12. Mai 1641 in Greifswald als Mattias Hartmann; † 13. September 1690 in Wismar) war ein deutscher Jurist und Diplomat in schwedischen Diensten, zuletzt als Richter am Wismarer Tribunal.

## Leben
Mattias Hartmann war ein Sohn des Greifswalder Ratsherrn Christian (oder Carsten) Hartmann (1601–1668) und der Margareta Bünsow († 1692).  Er wurde 1670 außerordentlicher Referendar am Hofgericht in Greifswald. Am 3. März 1673 wurde er zum ordentlichen Referendar und Protonotar befördert und noch am selben Tag zum Assessor ernannt. Von 1682 bis 1685 war er Resident am kursächsischen Hof in Dresden. Am 20. Januar 1683 wurde er mit dem Namen von Hartmannsdorf in den schwedischen Adelsstand erhoben.
Am 26. September 1685 wurde er zum Hofgerichtsrat und Assessor des Wismarer Tribunals ernannt.
Seit 1667 war er mit Christina von Faltzburg verheiratet, der Tochter des Regierungsrates Johann von Faltzburg. Die beiden hatten vier Söhne und eine Tochter. Der Sohn Johann Christian von Hartmannsdorf (1661–1731) war Direktor des Greifswalder Hofgerichts.